# 建部巣兆
建部 巣兆（たけべ そうちょう、1761年（宝暦11年）正月 - 1814年（文化11年）11月17日）は、江戸時代中後期の俳人、絵師。実姓は山本、後に藤沢、諱は英親（ひでちか）、通称は平右衛門、字は族父。
倭絵師を自称し、父竜斎の知る与謝蕪村の俳画を指向して江戸蕪村と渾名された。夏目成美、鈴木道彦と共に三大俳画家と称され、幕末から明治にかけての画人伝の類では一定の評価を受けている。俳諧では化政期を代表する俳人の1人で、松尾芭蕉も欽慕し、足立区立郷土博物館所蔵「松尾芭蕉像」に「蕉下希子」、『寅歳関屋帖』に「武陵蕉門」と名乗る。

## 経歴
宝暦11年（1761年）、江戸本石町三丁目（日本橋室町三丁目交差点付近、現在の日本橋本石町ではない）に書家山本伝左衛門竜斎の子として生まれる。山本伝左衛門家は伊勢国飯野郡射和村（三重県松阪市射和町）から徳川家康に従い江戸に入り、代々馬喰頭を務めた家柄で、正徳年間には長崎屋源右衛門から一番組名主役を引き継いでおり、桑名屋または山本屋として醤油屋を営んでいた。
父の師白井鳥酔の弟子加舎白雄に俳諧を学び、八弟子の一人となる。絵は桜井雪館、次いで住吉広行に学んだ。また、谷文晁にも師事している。天明8年（1788年）、今日庵編『百名月』に黃雀という俳号で入句を果たすことで頭角を現し、後に白雄八弟子の1人に数えられる。
寛政元年（1789年）、足立郡千住河原町藤沢家の養子となり、藤沢平右衛門と称した。同年には王子権現の神主に就任した。ところが、藤沢家の家業或いはそれに関係する商売に加わったものの何らかのトラブルに見まわれ、関屋の里と呼ばれた地に秋香庵に隠棲し、地元の住民と千住連を組織して、俳諧や俳画に興じた。具体的な場所については、『南北千住町今昔見聞実記』に旧掃部宿東堤内、向山鉄工所筋向の元氷川面とある。
晩年は関屋の里に隠棲した。文化11年（1814年）11月17日死去。浅草北寺町日輪寺に葬られた。法号は冬樹院卜阿巣兆居士。関東大震災後、区画整理により墓石は解体され、漬物石になったともいう。

## 旅行歴
- 寛政6年（1794年）閏11月 - 母と藤沢清浄光寺に参詣し、鎌倉を巡る[2]。
- 寛政10年（1798年）夏 - 陸奥国盛岡城外新庄村に平野平角を訪れる[2]。後に『宮古紀行』を著す。
- 寛政11年（1799年） - 信濃国善光寺に参詣し、岩下文兆と交わる[2]。
- 寛政13年（1801年） - 信濃国飯田城下に桜井蕉雨を訪れる[9]。
- 享和2年（1802年）1月 - 千住河岸材木問屋万屋利兵衛と上方に旅し[3]、七五三長斎を訪れる[2]。
- 文化2年（1805年） - 信濃国姨捨山に行き月見を行う[2]。
- 文化9年（1812年）4-6月 - 成田山新勝寺に参詣し、下総国、上総国を周遊する[2]。

## 人物
『巣兆句集』に「大あたま御慶と来けり初日影」とあり、頭が大きかった。酒飲みで、酒が足りなくなると羽織を脱いで妻に質に入れさせ、酒に変えたという。禁葷食の文言「不許葷酒入山門」に因み、庵門に「不許悪客下戸理屈入庵門」と書いた板を掲げており、死去翌年の文化12年（1815年）10月21日に千住連の鯉隠主催で行われた酒合戦ではこの板が掲げられた。その後三峰祠の土抱えとなっていたのを、明治23年（1890年）頃地元の青物川魚問屋二郷半屋が発見所蔵していたが、家が断絶し散佚した。
千住仲町の源長寺でも巣兆がよく酒を飲み、書画を多く残したため、巣兆寺と呼ばれたが、昭和20年（1945年）4月13日の空襲で焼失した。

## 文学作品
- 『一鐘集』 - 寛政4年（1792年）刊[1]。加舎白雄一回忌追善句集。
- 『あみだ坊』 - 寛政5年（1793年）成立。鈴木道彦、宗讃と共編。
- 『せきや帖』 - 寛政5年（1793年）成立。
- 『寅年関屋帖』 - 寛政6年（1794年）成立。
- 『月見ほくそろい』 - 寛政8年（1796年）刊[1]。
- 『巣兆日記』 - 寛政10年（1788年）成立。『南部叢書』第10巻所収。
- 『徳万歳』 - 寛政12年（1800年）[1]。燕市撰。
- 『品さだめ』 - 寛政12年（1800年）刊。
- 『宮古紀行』 - 寛政12年（1800年）。『南部叢書』第6巻所収。
- 『せきやでう』 - 享和2年（1802年）刊[1]。『日本俳書大系』第13巻所収。
- 『玉の春』 - 文化6年（1809年）刊。早稲田大学古典籍総合データベース所収[10]。
- 『よろこびさうし』『老賀染飯』 - 文化7年（1810年）刊。50歳を期に宴を催した記念集。
- 『仙都紀行』 - 文化8年（1811年）刊[1]。早稲田大学古典籍総合データベース所収[11]。
- 『かんねふつ』 - 文化8年（1811年）刊。早稲田大学古典籍総合データベース所収[12]。
- 『巣兆撰句集』 - 文化8年（1811年）成立。
- 『はいかい隆たつ』 - 文化8年（1811年）刊。大正10年（1921年）珍書保存会謄写複製。
- 『月並句合丁摺り集』文化8年（1811年）
- 『うさぎむま』 - 文化9年（1812年）序[1]。
- 『月並句合丁摺り集』文化9年（1812年）
- 『小がさはら』 - 文化10年（1813年）刊[1]。
- 『木実あはせ』 - 文化10年（1813年）刊[1]。
- 『月並句合丁摺り集』文化9年（1812年）刊。
- 『あをたつら』文化9年（1812年）刊。俳諧本。
- 『文化十癸酉歳歳旦』 - 文化10年（1813年）刊。
- 『文化十二乙亥歳歳旦』 - 文化12年（1815年）刊。
- 『珠の市』 - 文化12年（1815年）刊。
- 『曾波可理』 - 文化14年（1817年）刊[1]。巣兆の死後、弟子の国村が刊行した。序は亀田鵬斎と酒井抱一。亀田鵬斎と酒井抱一とは特に親交が厚く[1]、序文から両者は句や画の制作を共にする間柄だった事がわかる。『日本俳書大系』第13巻、『日本名著全集』江戸文芸之部第27巻、『俳家成美全集』、早稲田大学古典籍総合データベース[13]所収。

## 主な絵画作品
- 「四季俳画巻」（享和元年）[14]

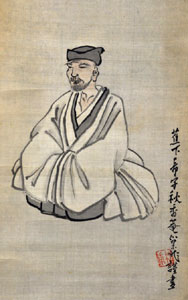
「芭蕉像」

- 「蛍狩り図」「盆踊り図」 - 足立区郷土博物館所蔵[15]。
- 「紙本着色箱根詣図」 - 芝大神宮所蔵、平成15年10月14日港区指定文化財[16]。
- 「武田二十四将画像」 - 絹本著色 1幅 栖雲寺所蔵、昭和57年12月10日甲州市指定文化財[17]。款記「巣兆子建部英親筆」。箱書から文化10年（1813年）巣兆没前年の作だとわかる[18]
- 「茶摘み・落ち葉掃き図」 紙本著色 双幅 ミネアポリス美術館所蔵（クラーク日本美術・文化研究センター旧蔵）。元は六曲一双の押し絵貼り屏風の内の2図。他はクリーブランド美術館などに分蔵
- 「田舎風俗絵巻」 1巻　東京芸術大学所蔵
- 「夏踊り図」 1幅

## 千住連
「千住宿」の掃部宿、河原町、橋戸町の住人を中心に構成された俳諧集団「千住連」を率い、俳諧活動を行った。

「千住連」の構成員
- 号　 - 名前
- 燕市 - 酒（溜）屋甚兵衛
- 三巴 - 谷古田屋又右衛門
- 李喬 - 吉岡徳三郎
- 桑蛾 - 藁屋兵右衛門母
- 里江 - 藁屋兵右衛門手代
- 夫山 - 山崎屋忠蔵
- 観里 - 橘屋太郎吉
- 豆箕 - 伊勢屋七兵衛
- 亀佑 - 伊勢屋七兵衛子
- 莎径 - 鈴木惣兵衛
- 有麦 - 高内三十郎
- 春鼠 - 大坂屋吉兵衛
- 汐鼠 - 大阪屋吉兵衛子
- 麦夫 - 常陸屋（塩屋）三郎兵衛
- 稲波 - 坂川屋才次郎
- 鯉隠 - 坂川屋利右衛門
- 魯鶏 - 巣兆義弟